# Theramenes
Theramenes (altgriechisch Θηραμένης Thēraménēs; * circa 455 v. Chr.; † 404 v. Chr.), der Sohn des Hagnon, war ein Politiker im antiken Athen zur Zeit des Peloponnesischen Krieges (431–404 v. Chr.).
Seine Erziehung stand unter dem Einfluss des Sophisten Prodikos von Keos. Er selbst war als Politiker ein Anhänger der Oligarchie und eine zwielichtige Person im Peloponnesischen Krieg. Erst beteiligte er sich am oligarchischen Umsturz 411 v. Chr. unter der Herrschaft des Rates der Vierhundert, später aber stellte er sich wieder an die Spitze der Personen, die die Demokratie 410 v. Chr. in Athen wiederherstellten. Um in der Gunst des Volkes aufzusteigen, scheute Theramenes nach dem Sturz der Herrschaft der Vierhundert nicht davor zurück, seine alten Parteifreunde Archeptolemos, Onomakles und Antiphon des Landesverrats zu bezichtigen und sie anzuklagen, sie hätten während einer Gesandtschaft nach Sparta zum Schaden Athens unter allen Umständen Frieden mit den Spartanern herbeiführen wollen.
Im Jahre 406 v. Chr. nahm er als Trierarch an der siegreichen Schlacht bei den Arginusen teil und war im anschließenden Arginusenprozess Ankläger der acht Strategen der Schlacht. Dieses Schwanken brachte ihm den Spitznamen „der Kothurn“ ein, weil dieser für beide Füße passt.
405–404 v. Chr. verhandelte er mit dem Spartaner Lysander über die Kapitulation Athens. Nach der Kapitulation Athens war er Mitglied der Oligarchendiktatur und überwarf sich als Vertreter einer gemäßigten Oligarchie mit Kritias. Dieser veranlasste seine Verurteilung zum Tode im Jahr 404 v. Chr.
Man kann sein unrühmliches Ende als Konsequenz seines Schwankens zwischen demokratischer und oligarchischer Gesinnung sehen, obwohl Aristoteles in seiner „Athenischen Verfassung“ ein günstiges Urteil über ihn spricht.
Xenophon überliefert in der Hellenika, Theramenes habe beim Trinken des Schierlingsbechers die letzten Tropfen wie beim Kottabos-Spiel ausgeschüttet und sie zynisch „dem schönen Kritias“ gewidmet.